# 忘却の天才
『忘却の天才』（ぼうきゃくのてんさい）は、日本の歌手である沢田研二の39作目となるオリジナル・アルバム。
2002年9月1日にリリース。発売元は沢田の自主レーベルであるJULIE LABELであり、シングル「忘却の天才（c/wつづくシアワセ）」と同時発売。

## 解説
本作は沢田研二自身が設立したJULIE LABELからのリリース第一弾であり、以後の活動はいわゆるインディーズとなる。デザインは早川タケジ。パッケージデザインはシングルが紅茶缶、アルバムは本となっている。
アルバム版の「つづくシアワセ」とはアレンジが異なる「つづく幸せ」がネスカフェのCMソングに起用され、『つづく幸せプレゼント』として限定で生産された。（歌詞の一部、使用されている楽器が異なる。）
「我が心のラ・セーヌ」は沢田がフランス・セーヌ川の源流を訪ねるテレビ番組（NHK BS-2/世界 我が心の旅「フランス・僕のなかにもセーヌが流れる」）に出演した際に現地で作られた曲が元になっている。
2010年9月、通常CDパッケージ版で再発された。

## 収録曲
- 全編曲：白井良明

1. 忘却の天才
  - 作詞:覚和歌子／作曲:白井良明
2. 1989
  - 作詞:GRACE／作曲:沢田研二
3. 砂丘でダイヤ
  - 作詞:覚和歌子／作曲:沢田研二
4. Espresso Cappuccino
  - 作詞:沢田研二／作曲:白井良明
5. 糸車のレチタティーボ
  - 作詞・作曲:沢田研二
6. 感じすぎビンビン
  - 作詞・作曲:沢田研二
7. 不死鳥の調べ
  - 作詞:GRACE／作曲:白井良明
8. 一枚の写真
  - 作詞・作曲:沢田研二
9. 我が心のラ・セーヌ
  - 作詞・作曲:沢田研二
10. 終わりの始まり
  - 作詞:GRACE／作曲:下山淳
11. つづくシアワセ
  - 作詞:沢田研二／作曲:幾見雅博
  - 「忘却の天才」のカップリング曲。